# The Sweater (film 1915)
The Sweater è un cortometraggio muto del 1915 diretto da Frank Wilson.

## Trama
Una ragazza accetta di sposare un manifatturiero dell'East End in cambio di migliori condizioni di lavoro. Ma poi si ricrede e lo rinnega, scatenando una sommossa.

## Produzione
Il film fu prodotto dalla Hepworth.

## Distribuzione
Distribuito dalla Globe, il film - un cortometraggio in tre bobine - uscì nelle sale cinematografiche britanniche nel luglio 1915.
Fu distrutto nel 1924 dallo stesso produttore, Cecil M. Hepworth. Fallito, in gravissime difficoltà finanziarie, Hepworth pensò in questo modo di poter almeno recuperare il nitrato d'argento della pellicola.